# Днепровка (Вольнянский район)
Днепровка (укр. Дніпровка) — село (Днепровский сельский совет, Вольнянский район, Запорожская область, Украина).
Код КОАТУУ — 2321581301. Население по переписи 2001 года составляло 687 человек.
Является административным центром Днепровского сельского совета, в который, кроме того, входят сёла
Орловское,
Перун,
Петро-Свистуново,
Тарасовка и
Ясиноватое.

## Географическое положение
Село Днепровка находится в балке Таволжанская на расстоянии в 5 км от левого берегу реки Днепр,
в 1,5 км от села Тарасовка и в 2-х км от села Петро-Михайловка.
По селу протекает пересыхающий ручей с запрудой.

## История
- У населённых пунктов Петро-Свистуново, Перун, Ясиноватое, которые входят в состав Днепровского сельсовета, найдены археологические памятники (поселения эпохи палеолита, мезолита, неолита; могильники).
- Основано во второй половине XIX века как село Екатериновка.
- 1921 год — переименовано в село Днепровка.
- Во время Великой Отечественной войны территория Украины была занята немецкими войсками. 2 октября 1943 года в ходе советского наступления рядовой Красной армии Василий Авраменко в окрестностях села подорвал 2 вражеских танка, уничтожил 30 и взял в плен 3 солдат вермахта, за что впоследствии был удостоен звания Героя Советского Союза.

## Экономика
- «Октябрьский», агрофирма, ООО.

## Объекты социальной сферы
- Школа.
- Клуб.

## Дополнительная информация
- Неподалёку от Днепровки, в районе Ясиноватого, находятся два памятника природы государственного значения — Балка Балчанская и Балка Россоховатая.
- Уроженцем населённого пункта Петро-Свистуново, входящего в Днепровский сельсовет, является советский украинский оперный певец Иван Паторжинский.